# Thinophilus trimaculatus
Thinophilus trimaculatus är en tvåvingeart som beskrevs av Octave Parent 1934. Thinophilus trimaculatus ingår i släktet Thinophilus och familjen styltflugor. Inga underarter finns listade i Catalogue of Life.